# Oligodon maculatus
Oligodon maculatus är en ormart som beskrevs av Taylor 1918. Oligodon maculatus ingår i släktet Oligodon och familjen snokar. Inga underarter finns listade i Catalogue of Life.
Denna orm förekommer på ön Mindanao i södra Filippinerna och kanske på några mindre öar i närheten. De flesta exemplar hittades mellan 100 och 2000 meter över havet. Individerna vistas i fuktiga skogar. Det antas att Oligodon maculatus kan anpassa sig till återskapades skogar. Honor lägger ägg.
Beståndet hotas regionalt av skogarnas omvandling till jordbruksmark och av gruvdrift. Hela populationen antas vara stor. IUCN kategoriserar arten globalt som livskraftig.